# إريك وايت (كرة سلة)
إريك وايت (بالإنجليزية: Eric White)‏ مواليد 30 ديسمبر 1965 في سان فرانسيسكو، هو لاعب كرة سلة أمريكي سابق بدأ مسيرته الاحترافية في سنة 1987 وحمل الرقم 12 و22. يبلغ طوله 6 قدم 8 بوصة (2.0 م). اعتزل اللعب في 1991.

## فرق لعب لها
- لوس أنجلوس كليبرز
- سي بي إستوديانتس
- يوتاه جاز

## روابط خارجية
- إريك وايت على موقع إن بي أي (الإنجليزية)
- إريك وايت على موقع سبورتس رفرنس (الإنجليزية)
- إريك وايت على موقع كلية كرة السلة في سبورتس رفرنس.كوم (الإنجليزية)
- إريك وايت على موقع ريلجم (الإنجليزية)
- إريك وايت على موقع بروبوليرز (الإنجليزية)
- إريك وايت على موقع سبورتس رفرنس (الإنجليزية)